# Turbo (film)
Turbo je americký animovaný film z roku 2013 od režiséra Davida Sorena. Film měl v Americe premiéru 17. července 2013 a v Česku měl premiéru 17. října 2013.

## Děj
V jedné zahradě je kolonie šneků, která žije poměrně poklidným způsobem života. Šnekovi jménem Turbo se to ale nelíbí a sní o tom, být jako závodní auto. Jednoho dne se vydá na dálnici se dívat na auta, ale do jednoho sportovního auta spadne a je pak schopen „jezdit“ velmi rychle. On i jeho bratr se dostanou k prodavači mexického občerstvení (tacos) jménem Tito, který v něm vidí velký potenciál. Titovi a jeho přátelům se podaří nastřádat peníze na startovné do závodu, kde se Turbovi podaří vybojovat první místo.

## Obsazení
| Ryan Reynolds | Turbo       |
| Paul Giamatti | Chet        |
| Michael Peña  | Tito        |
| Luis Guzmán   | Titův bratr |

a další…